# Hệ dẫn động bốn bánh
Xe 2 cầu, còn gọi xe truyền động 4 bánh, xe 4 bánh phát động, xe tứ luân vận, xe 4X4, 4WD) là 1 dạng xe mà cả bốn bánh (hoặc 2 cầu: cầu trước và cầu sau) đều nhận được lực từ máy, khác với các xe du lịch thì chỉ có cầu trước hoặc cầu sau là nhận được mã lực để kéo (nếu cầu trước) hoặc đẩy (nếu cầu sau) xe về phía trước. Loại xe này được tao rạ để đi trên các địa hình phức tạp so với đường đô thị.
Tất cả các xe quân đội (Hummer, Jeep, UAZ-469) đều là xe 2 cầu. Một số nhãn hiệu xe 2 cầu nổi tiếng là Toyota Land Cruiser, Mitsubishi Pajero, Range Rover, Land Rover Defender, Mazda BT50.
Xe 2 cầu gồm hai loại: 
- 2 cầu liên tục: Lúc nào 2 cầu cũng nhận truyền động
- 2 cầu khi cần: Người lái hoặc hệ thống vi tính của xe sẻ chuyển qua chức năng 2 cầu khi cần thiết. Phần đông các loại xe SUV đều trong dạng này, vì ít hao xăng hơn và thích hợp với việc sử dụng trên đường trường.

Ngày nay, trên thị trường có rất nhiều xe SUV có chức năng chạy 2 cầu, nhưng để có chức năng chạy trên mọi địa hình (all terrain) thì xe phải có thêm 1 hộp số chậm riêng (khi gài số chậm thì xe tiến rất chậm nhưng sức kéo tăng gấp ba lần sức kéo khi xe chạy số 1), ngoài ra còn phải có chức năng differential lock (khóa vi sai) cho phép cầu trước và cầu sau hoạt động một cách độc lập, so với trạng thái bình thường thì lúc nào mã lực của cầu trước + mã lực của cầu sau cũng bằng 100%. Đặc điểm khác là vì các xe này phải vận hành chắc chắn nên thùng xe được ráp trên 1 bộ khung gầm xe độc lập bên dưới, khác với các loại SUV thông dụng thì khung gầm xe bên dưới và thùng xe bên trên đều liền nhau (thường gọi là chassis liền).